# Poricella spathulata
Poricella spathulata är en mossdjursart som först beskrevs av Canu och Bassler 1929.  Poricella spathulata ingår i släktet Poricella och familjen Arachnopusiidae. Inga underarter finns listade i Catalogue of Life.